# Спондеви тютюневи складове
Спондевите тютюневи складове (на гръцки: Καπναποθήκη Σπόντη) е емблематична индустриална сграда в македонския град Кавала, Гърция.
Сградата е разположена на „Ники“ № 2 и „Ироеес“. Част е от индустриален комплекс, в който влиза и Старата сграда на Кавалското музикално училище - бившата офис сграда на компанията на Д. Спондис. В 1992 година, заради архитектурната си стойност и историческата си стойност като свидетелство за просперитета на града, сградата е обявена за паметник на културата.